# Главный командный пункт

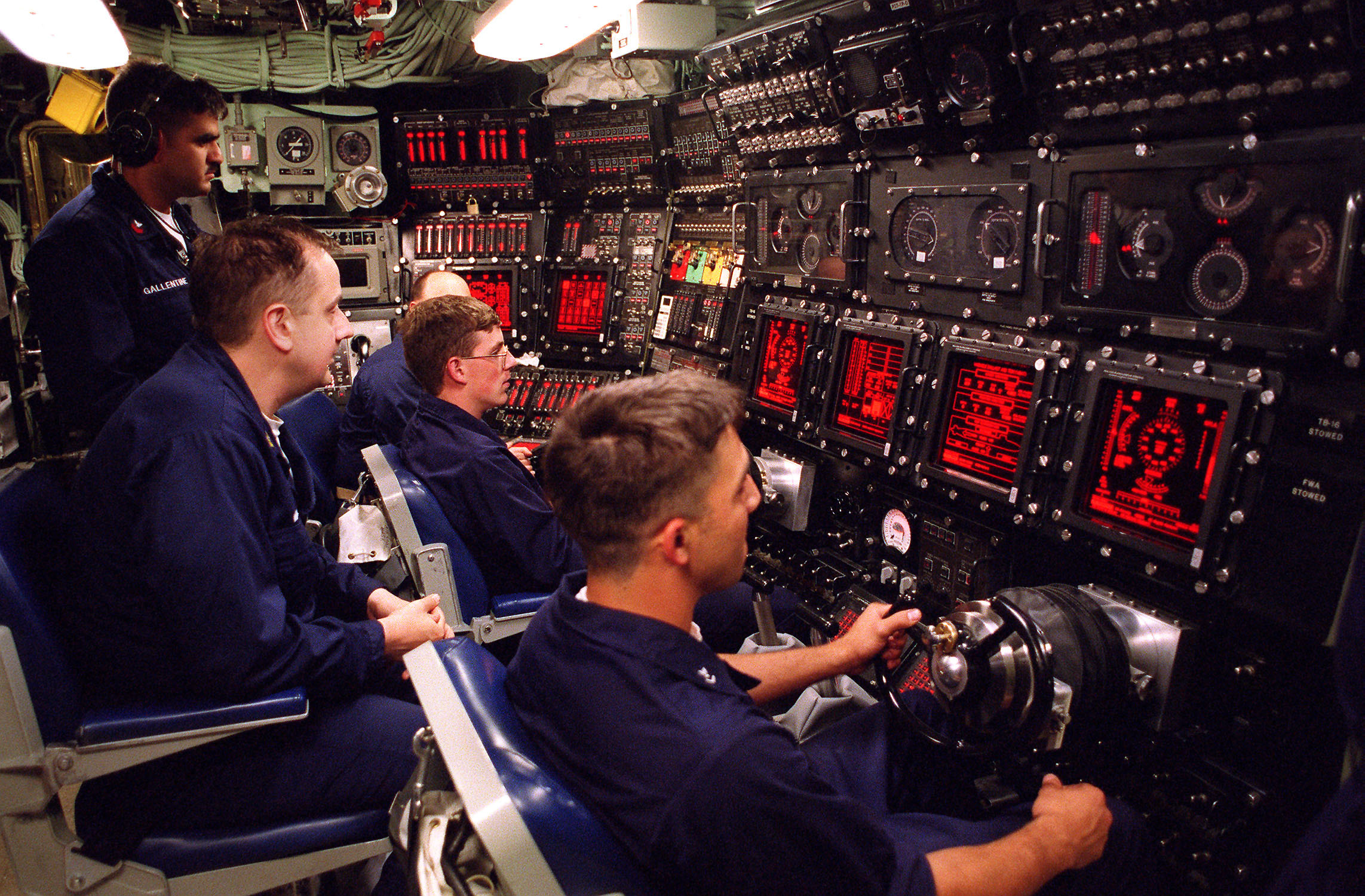
Главный командный пункт подводной лодки «Сивулф»

Главный командный пункт корабля (ГКП) — место на корабле или подводной лодке, откуда его (её) командир в боевой или походной обстановке управляет действиями подчинённых ему подразделений и руководит использованием вооружения, технических средств и борьбой за живучесть, поддерживает связь и взаимодействует со старшим командиром и другими кораблями, летательными аппаратами и береговыми частями.
Главный командный пункт создаётся на кораблях 1-го, 2-го и 3-го ранга, в боевых частях и командах которых имеются свои командные пункты. На кораблях 4-го ранга имеются только командные пункты, а ГКП отсутствует.
В случае выхода из строя главного командного пункта на корабле создаётся запасной главный командный пункт, оборудованный дублирующими средствами управления кораблём. На надводных кораблях главный командный пункт размещается в специальном оборудованном помещении, на подводных лодках — в центральном отсеке. Главный командный пункт оборудуется выносными индикаторами обзора радиолокационных и гидроакустических станций, планшетами тактического маневрирования, приборами управления стрельбой (БИУС) и пультами управления рулём и энергетикой, а также средствами внутренней и внешней связи.